# Грабовский, Ежи Франтишек
Ежи Франтишек Грабовский (1756 — после 1800) — генерал-лейтенант литовских войск (1789), генеральный инспектор литовской кавалерии, комендант войск Римской республики (1798—1799), протестант.

## Биография
Представитель польского дворянского рода Грабовских герба «Окша». Сын генерал-лейтенанта Яна Ежи Грабовского (ум. 1789) и Иоанны Грущинской (ок. 1730—1764), старший брат Павла.
С юности находился на военной службе. Своей карьере был обязан матери Эльжбете Шидловской, фаворитке польского короля Станислава Августа Понятовского. В 1783 году получил патент генерала и стал шефом пехотного полка. В 1785 году был назначен генеральным инспектором кавалерии в литовской армии, функции принял от своего отца. После 1789 года — генерал-лейтенант литовских войск.
В 1792 году Ежи Франтишек Грабовский участвовал в русско-польской войне. Во время Тарговицкой конфедерации принял участие в заговоре в Вильнюсе. В 1794 году во время восстания Костюшко был назначен комендантом литовской столицы. Член Временного Литовского правительства, созданного повстанцами.
Во время восстания Костюшко Ежи Грабовский вместе с генерал-майором Яном Якубом Майеном во главе 350 солдат регулярной армии и более тысячи вооруженных мещан отбил 19-20 июля штурм Вильно русской армией. 26 июня участвовал в неудачном сражении с русскими под Солами. 29 сентября в Гродно Тадеуш Костюшко назначил Ежи Грабовского командиром наднаревской дивизии. Он попытался организовать восстание против пруссаков в Мазовии, но после поражения повстанческой армии в битве при Мацеёвицах 1 ноября капитулировал под Пёнками. Эмигрировал из Польши в Париж.
Во Франции Ежи Франтишек Грабовский вступил в польские легионы и стал соратником известного польского генерала Яна Генрика Домбровского, участвовал в военных операциях французской армии в Италии. В 1798 году Наполеон Бонапарт назначил Ежи Грабовского командиром армии Римской республики и губернатором Рима. В 1800 году после реформирования Ежи Франтишек Грабовский стал генералом французской армии, затем он исчез с политической и военной сцены.